# Polyrhachis violaceonigra
Polyrhachis violaceonigra é uma espécie de formiga do gênero Polyrhachis, pertencente à subfamília Formicinae.